# كورسار
منظومة كورسار المضادة للدروع منظومة كورسار هي منظومة صواريخ موجهة مضادة للدروع، محمولة وخفيفة، من إنتاج مكتب كييف للتصاميم الحكومي في أوكرانيا.

تم تصميم هذه المنظومة للتصدي للأهداف المعادية المتحركة والثابتة المدرعة والمجهزة بدروع إضافية، مثل دروع تفاعلية متفجرة.

كما إنه قادر على إصابة الأهداف النقطية بدقة مثل الدبابات المتخندقة.

كما أن المنظومة قادرة على التصدي للمروحيات.

## المواصفات الفنية
التوجيه : شبه اوتوماتيكي ليزري .

الرأس الحربي : ترادفي مع حشوه مجوفه، أو رأس حربي عالي الانفجار متشظي أو رأس حربي فراغي .

قدره الاختراق : ليس اقل من 550 ملم من الفولاذ بعد الدروع التفاعليه بواسطه الراس الحربي الترادفي مع الحشوة المجوفه وليس اقل من 50 ملم بالرأس الحربي عالي الانفجار المتشظي.

يعمل بدرجه حراره بين -40 إلى +60 مئوية.

## الدول المشغلة
أوكرانيا

 السعودية استلمت 95 منظومة كورسار خلال سنتي 2018 و 2019.

 مصر

 الأردن تنتج منظومة كورسار محليا برخصة تحت اسم منظومة تيرمنيتور وكشف عنها عام 2018.

 بولندا تنتج منظومة كورسار برخصة تحت اسم بيرات-1.